# Toto der Held
Toto der Held ist eine Tragikomödie des belgischen Regisseurs  Jaco Van Dormael (dessen Regiedebüt der Film ist), der in komplexen zeitlichen Vor- und Rückblenden von den verpassten Chancen im Leben eines Mannes erzählt.
Der Film kam am 19. Juni 1991 in die französischen und am 14. November 1991 in die deutschen Kinos.

## Handlung
„Toto“ (eigentlich Thomas van Hasebroeck), ein einsamer alter Mann im Altersheim, ist überzeugt, dass ihm Alfred Kant, der in seiner Kindheit sein Nachbar war und in wohlhabenden Verhältnissen aufwuchs, die Chancen im Leben raubte. Während er als Kind „Toto der Held“ war, führte er später ein ereignisloses Leben als Landvermesser. Nicht nur phantasiert er, dass sie beide bei einem Feuer im Krankenhaus in der Wiege vertauscht worden sind, er verliebt sich als junger Mann auch in Evelyne, die sich später als Alfreds Frau erweist. Rachefantasien, Tagträume einer „heldenhaften“ Kindheit und eines vielleicht anders verlaufenden Lebens, Erinnerungen an seine Kindheit (und seine enge Beziehung zu seiner verunglückten Schwester Alice) und nüchterne Wirklichkeit wechseln sich in den Filmszenen ab. Letztendlich beschließt „Toto“, sich an Alfred zu rächen.

## Kritik
„Eine von Tragik und Komik durchzogene einfühlsame Persönlichkeitsstudie. In virtuosen Verschachtelungen von Raum, Zeit, Wirklichkeit und Traum mit der Sinnlichkeit des poetischen Bildes beschreibt sie die Uneinheitlichkeit menschlichen Wesens und weist der Kindheit und dem Alter die besten Möglichkeiten für die Kunst intensiv gelebten Lebens zu.“

## Auszeichnungen
Der Film erhielt zahlreiche Preise:
- 1991 die Caméra d’Or (ein Preis für Nachwuchsregisseure) bei den Filmfestspielen in Cannes (sowie den Publikumspreis), den „Charlie Chaplin Award“ in Edinburgh, einen César als bester ausländischer Film und den Europäischen Filmpreis als bester junger Film, für das beste Drehbuch, die beste Kamera und für Michel Bouquet als den besten Darsteller.
- 1992 wurde er für den BAFTA Award als bester nicht-englischsprachiger Film nominiert.